# French Open 1973 (Badminton)
Die French Open 1973 im Badminton fanden vom 7. bis zum 8. April 1973 im Racing Club de France in Paris statt. Es war die 43. Auflage des Championats.

## Titelträger
| Disziplin    | Sieger                          |
| ------------ | ------------------------------- |
| Herreneinzel | Tage Nielsen                    |
| Dameneinzel  | Lene Büchert                    |
| Herrendoppel | Peter Bullivant William Kidd    |
| Damendoppel  | Lene Büchert Kirsten Kjærbye    |
| Mixed        | Søren Willandsen Vibeke Brisson |

## Finalresultate
| Disziplin    | Sieger                          | Finalist                           | Ergebnis          |
| ------------ | ------------------------------- | ---------------------------------- | ----------------- |
| Herreneinzel | Tage Nielsen                    | Niels Nørgaard                     | 15–8, 8–15, 15–12 |
| Dameneinzel  | Lene Büchert                    | Kirsten Lybeck                     | 11–4, 11–3        |
| Herrendoppel | Peter Bullivant William Kidd    | Tage Nielsen Søren Willandsen      | 15–6, 7–15, 15–10 |
| Damendoppel  | Lene Büchert Kirsten Kjærbye    | Margaret Gardner Patricia Assinder | 15–11, 15–12      |
| Mixed        | Søren Willandsen Vibeke Brisson | Torben Kjærulff Lene Büchert       |                   |

## Referenzen
- http://web.archive.org/web/20131205132349/http://badminton76.fr/histof.html
- Badminton, Jahrgang 25, Heft 6 (1973), S. 15.
- Badminton U.S.A., Jahrgang 33, Heft 5 (1973), S. 28.
- The International Championships of France. (PDF) In: worldbadminton.com. August 1973, S. 8, abgerufen am 27. Dezember 2024 (englisch).